# Georges Brosselin
Georges Brosselin (ur. 30 maja 1874 w Paryżu, zm. 3 marca 1940 w Étiolles) – francuski strzelec, olimpijczyk.
Brał udział w Letnich Igrzyskach Olimpijskich 1900. Startował tylko w trapie, w którym zajął 27. miejsce.

## Wyniki

### Igrzyska olimpijskie
| Igrzyska   | Konkurencja | Wynik       | Miejsce | Źródło |
| ---------- | ----------- | ----------- | ------- | ------ |
| Paryż 1900 | Trap        | brak danych | 27      | [ 2 ]  |